# Autorità Provvisoria della Coalizione

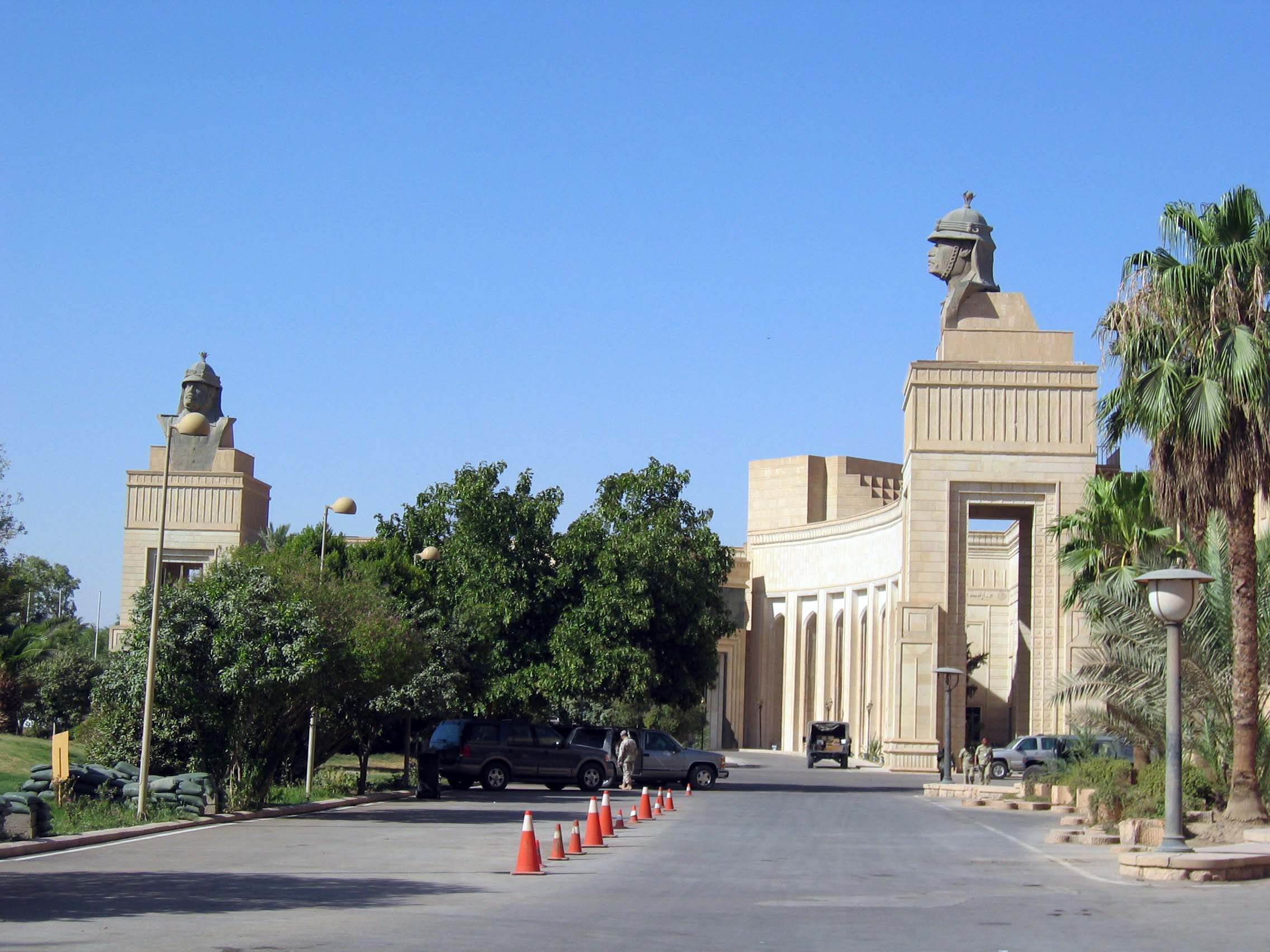
Il palazzo repubblicano a Baghdad sotto occupazione. Le statue in bronzo di Saddam Hussein, definito in quei monumenti "Saddam il Guerriero!, furono demolite qualche tempo dopo e rivendute a un'impresa sud-coreana come ferraglia.

L'Autorità Provvisoria di Coalizione (in inglese Coalition Provisional Authority; in arabo سلطة الائتلاف المؤقتة ‎?, Sulṭa al-Iʾtilāf al-Muʾaqqata, in curdo هاوپەيمانى دەسەڵاتى كاتى‎) è stata istituita come governo dell'Iraq dopo l'invasione dell'Iraq del 2003 da parte di una coalizione internazionale a guida statunitense, legittimata dal Consiglio di Sicurezza dell'ONU per rovesciare il regime dittatoriale di Saddam Hussein.
Essa ha amministrato il Paese dal 21 aprile 2003 al 28 giugno 2004, data del suo scioglimento e della sua sostituzione con un Governo ''ad interim'' iracheno.
Il suo primo dirigente è stato Jay Garner, sostituito in capo a qualche settimana da Paul Bremer, che ha assunto la direzione dell'Autorità fino al termine delle sue attività.
La sua sede era nella Zona verde di Baghdad.

## Privatizzazione forzosa dell'economia irachena
Prima dell'occupazione statunitense, l'economia irachena era pianificata e centralizzata. Tra le altre cose, era vietato agli stranieri di diventare proprietari di grandi industrie e, a maggior ragione, di industrie statalizzate, e pesanti dazi gravavano su beni provenienti dall'estero. Dopo l'intervento USA, l'APC emanò in rapida successione una serie di ordinanze miranti a privatizzare l'economia dell'Iraq, aprendola agli investimenti esteri. 
L'Ordinanza n. 399 (definita "Foreign Investment"), stabilì che un investitore straniero avrebbe avuto titolo di investire in Iraq, in termini "non meno favorevoli di quelli stabiliti per un investitore iracheno", e che "la somma della partecipazione straniera nelle imprese nuove o già esistenti in Iraq non sarebbe stata limitata...". Inoltre, l'investitore estero "sarebbe stato autorizzato a... trasferire all'estero, senza ritardi, tutti i fondi associati al suo investimento, incluse quote, profitti e dividendi...".
I critici asseriscono che l'APC alterò drasticamente l'economia dell'Iraq, consentendo investimenti stranieri virtualmente illimitati e non sottoposti ad alcuna restrizione, senza prevedere alcuna limitazione all'esportazione dei profitti lucrati. Tuttavia tali politiche erano in accordo con i vigenti standard internazionali indicati in materia, cui la maggioranza dei paesi sviluppati dava logicamente il suo più convinto sostegno. L'ordinanza concludeva: "Quando un accordo internazionale, del quale l'Iraq è parte, prevede condizioni più favorevoli per quanto riguarda gli investitori stranieri che intraprendono attività di investimento in Iraq, saranno applicate i termini maggiormente favorevoli della convenzione internazionale".
Secondo i critici, questa ordinanza fu ideata per creare condizioni massimamente favorevoli agli investitori stranieri, consentendo al contempo alle società statunitensi e multinazionali di dominare l'economia dell'Iraq. Costoro inoltre criticano il fatto che tali controverse politiche sono fondamentalmente antidemocratiche, in quanto non spetta agli Stati Uniti o a qualsiasi altro paese o coalizione di Paesi determinare quali debbano essere le leggi commerciali operative per gli iracheni, senza dimenticare che ogni norma è legittima soltanto se inizialmente esaminata e approvata da un governo iracheno debitamente eletto, che sia libero da qualsiasi tipo di occupazione e dominazione straniera.
L'Ordinanza n. 17 garantiva immunità giudiziaria a ogni investitore straniero che avesse operato in Iraq, assicurando effettivamente totale immunità civile o penale per azioni commesse dagli investitori impegnati in Iraq.